# São Pedro da Cadeira
São Pedro da Cadeira es una freguesia portuguesa del municipio de Torres Vedras. Según el censo de 2021, tiene una población de 5217 habitantes.
Está ubicada a unos 60 kilómetros por ruta al norte de la ciudad de Lisboa.
Se destacan sus varias playas y puertos sobre el océano Atlántico, en especial la playa de Assenta.